# Phoenix Pictures
Phoenix Pictures – amerykańska firma produkcyjna założona w 1995 przez Mike’a Medavoya i Arnolda Messera.
Wytwórnia wyprodukowała filmy takie jak m.in. Skandalista Larry Flynt (1996), Cienka czerwona linia (1998), Zodiak (2007), Wyspa tajemnic i Czarny łabędź (2010).

## Historia
W listopadzie 1995 Mike Medavoy i Arnold Messer założyli wytwórnię Phoenix Pictures jako niezależną firmę produkcyjną.
Podpisała umowę z CBS, aby wyemitować swoje filmy w sieci telewizyjnej.
W 1996 podpisała umowę z Showtime Networks na nadawanie jej sieci w płatnej telewizji.
Variety napisał, że Phoenix Pictures była jedną z nielicznych firm, które wyprodukowały ponad 25 filmów z tymi samymi wytwórniami.

## Produkcje

### Film

#### Lata 1990.
- 1996: Miłość ma dwie twarze (The Mirror Has Two Faces) (koprodukcja z TriStar Pictures[6] i Barwood Films, dystrybucja TriStar Pictures[6]; przez Sony Pictures Releasing[7])
- 1996: Skandalista Larry Flynt (The People vs. Larry Flynt) (koprodukcja z Columbia Pictures, Filmhaus, Illusion Entertainment i Ixtlan Productions, dystrybucja Sony Pictures Releasing)
- 1997: Droga przez piekło (U Turn) (koprodukcja z TriStar Pictures, Illusion Entertainment Group, Clyde Is Hungry Films i Canal+ Droits Audiovisuels, dystrybucja Sony Pictures Releasing)
- 1997: Kochankowie sztormowego morza (Swept from the Sea) (koprodukcja z TriStar Pictures i Tapson Steel Films, dystrybucja Sony Pictures Releasing)
- 1998: Ulice strachu (Urban Legend) (koprodukcja z TriStar Pictures, Canal+ Droits Audiovisuels i Original Film, dystrybucja Sony Pictures Releasing)
- 1998: Uczeń szatana (Apt Pupil) (koprodukcja z Paramount Pictures, TriStar Pictures, Bad Hat Harry Productions, Canal+ Droits Audiovisuels, Apt Pupil Productions, Happy Ending Productions i JD Productions, dystrybucja Sony Pictures Releasing)
- 1998: Cienka czerwona linia (The Thin Red Line) (koprodukcja z Fox 2000 Pictures i Geisler-Roberdeau, dystrybucja 20th Century Fox)
- 1999: Aligator – Lake Placid[8] (Lake Placid) (koprodukcja z Fox 2000 Pictures[8] i Rocking Chair Productions, dystrybucja 20th Century Fox)
- 1999: Dick (koprodukcja z Columbia Pictures, dystrybucja Sony Pictures Releasing)

#### Lata 2000.
- 2000: Wszystkie chwyty dozwolone (Whatever It Takes) (koprodukcja z Columbia Pictures, dystrybucja Sony Pictures Releasing)
- 2000: Mambomania (Mad About Mambo) (koprodukcja z Gramercy Pictures, dystrybucja USA Films)
- 2000: Ulice strachu: Ostatnia odsłona (Urban Legends: Final Cut) (koprodukcja z Columbia Pictures i Original Film, dystrybucja Sony Pictures Releasing)
- 2000: 6-ty dzień (The 6th Day) (koprodukcja z Columbia Pictures, dystrybucja Sony Pictures Releasing)
- 2003: Sekcja 8. (Basic) (koprodukcja z Columbia Pictures i Intermedia Films, dystrybucja Sony Pictures Releasing)
- 2003: Kto pod kim dołki kopie... (Holes) (koprodukcja z Walt Disney Pictures, Walden Media i Chicago Pacific Entertainment, dystrybucja Buena Vista Pictures Distribution)
- 2004: W moim kraju (In My Country) (dystrybucja Sony Pictures Classics)
- 2005: Niewidzialny (Stealth) (koprodukcja z Columbia Pictures, Original Film, Laura Ziskin Prod. i AFG Talons Prod., dystrybucja Sony Pictures Releasing)
- 2006: Wszyscy ludzie króla (All the King's Men) (koprodukcja z Columbia Pictures, Relativity Media, VIP 3 Medienfonds, VIP 4 Medienfonds i Rising Star, dystrybucja Sony Pictures Releasing[9])
- 2007: Zodiak[10] (Zodiac) (dystrybucja Paramount Pictures w Ameryce Północnej[10] i Warner Bros. Pictures na całym świecie[10])
- 2007: Miss Potter (koprodukcja z UK Film Council, BBC Films, Grosvenor Park Media i Isle of Man Film, dystrybucja Momentum Pictures w Wielkiej Brytanii, Metro-Goldwyn-Mayer i The Weinstein Company w USA)
- 2007: Tropiciel (Pathfinder) (dystrybucja 20th Century Fox)
- 2007: Licencja na miłość (License to Wed) (koprodukcja z Village Roadshow Pictures, Robert Simonds Productions, Underground Films and Management i Proposal Productions, dystrybucja Warner Bros. Pictures)
- 2007: Wskrzeszenie Mistrza (Resurrecting the Champ) (koprodukcja z Alberta Film Entertainment, Battleplan Productions i Yari Film Group, dystrybucja Yari Film Group, 20th Century Fox Home Entertainment i SEVEN24 Films)

#### Lata 2010.
- 2010: Wyspa tajemnic (Shutter Island) (koprodukcja z Appian Way Productions i Sikelia Productions, dystrybucja Paramount Pictures)
- 2010: Czarny łabędź (Black Swan) (koprodukcja z Cross Creek Pictures, Protozoa Pictures i Dune Entertainment, dystrybucja Fox Searchlight Pictures)
- 2012: Jak urodzić i nie zwariować (What to Expect When You're Expecting) (koprodukcja z Alcon Entertainment[11], What to Expect Productions i Georgia Public, dystrybucja Lionsgate)
- 2015: Shanghai (koprodukcja z Barry Mendel Productions, dystrybucja The Weinstein Company)
- 2015: 33 (The 33) (koprodukcja z Alcon Entertainment i RatPac-Dune Entertainment, dystrybucja Warner Bros. Pictures w Ameryce Północnej i 20th Century Fox w Ameryce Łacińskiej)
- 2017: Czego dusza zapragnie (Absolutely Anything) (niewymieniony; koprodukcja z Bill and Ben Productions, GFM Films i Premiere Picture, dystrybucja Lionsgate)

#### W opracowaniu
- Urban Legend[12] (koprodukcja z Screen Gems[12])

### Telewizja

#### Seriale/Miniseriale TV
- 1999: W rytmie rock and rolla (Shake, Rattle and Roll: An American Love Story) (miniserial; koprodukcja z Morling Manor Music & Media i CBS Productions) (1 sezon i 2 odc.)
- 2001–2004: The Chris Isaak Show (koprodukcja z C.I. Productions, Once and Future Films, Viacom Productions i Showtime Networks) (3 sezony i 47 odc.)
- 2017: Długa droga do domu (The Long Road Home) (miniserial; koprodukcja z Finngate Television i Fuzzy Door Productions) (1 sezon i 8 odc.)
- 2018–2020: Altered Carbon (również jako Modyfikowany węgiel) (koprodukcja z Virago Productions, Mythology Entertainment i Skydance Television) (2 sezony i 18 odc.)

#### Filmy TV
- 2001: Czas motyli (In the Time of the Butterflies) (niewymieniony; koprodukcja z MGM Television i Ventanarosa)
- 2001: Poza sezonem (Off Season) (koprodukcja z Palm Avenue Pictures i Hallmark Entertainment)
- 2002: Kim jesteś przybyszu? (The Outsider) (koprodukcja z Coote Hayes Productions, DEJ Productions i Hallmark Entertainment)